# Albret

Arma dei primi signori d'Albret: de gueules

Arma del Casato d'Albret a partire dal XIV secolo

La casa d'Albret fu una famiglia della nobiltà francese che conobbe la più prestigiosa ascesa sociale in Francia dopo quella dei Capetingi. 
Famiglia di baroni, il cui territorio era situato intorno a Labrit, nell'attuale dipartimento delle Landes, s'elevò nello spazio di qualche secolo fino alla dignità regale.

## Storia
Prima che alcuni membri di questa famiglia raggiungessero il rango di re, gli Albret parteciparono alla prima crociata (1096–1099), alla guerra contro gli Albigesi nel mezzogiorno della Francia  (1209–1229) e alla guerra dei cento anni (1337 – 1453) ove Arnaud-Amanieu d'Albret (†1401) combatté per un certo tempo dalla parte degl'inglesi.
Cacciando doti, ricevendo eredità, giocando un gioco sottile e talvolta pericoloso nel conflitto che, dalla fine del XIII secolo oppose il re d'Inghilterra, duca d'Aquitania al re di Francia, gli Albret divennero in pochi decenni una delle famiglie più potenti del ducato. 
L'apogeo si ebbe fra il XV ed il XVI secolo. Essi divennero allora famigliari della corte di Francia grazie al loro onore ed alle loro alleanze. Nel 1470 ereditarono la contea del Périgord e la viscontea di Limoges. La potenza così raggiunta permise loro di rivendicare l'eredità del ducato di Bretagna. Nel 1484 un loro membro salì sul trono di Navarra. Questo nuovo territorio ed i numerosi possedimenti (Béarn, Foix, Bigorre, Tartas, Castres, Dreux, ecc.) diedero loro un vero ruolo politico durante il Rinascimento. Nel 1550 il feudo di Albret venne elevato a livello di ducato e nel 1589 salirono al trono di Francia con Enrico IV, figlio di un'Albret: Giovanna d'Albret.
Tuttavia essi non riuscirono più a conservare intatto il loro regno di Navarra, che venne invaso, ne conservarono solo la piccola parte che stava dal lato francese dei Pirenei  e vi regnarono solo per tre generazioni, essendo Giovanna d'Albret l'ultima della famiglia a salire sul trono. All'inizio del XVII secolo la loro potenza era finita: essi non si ripresero più e si estinsero.

### Da un feudo guascone al regno di Navarra
Questi gentiluomini erano originariamente titolari di una baronia costituita intorno al castello di Labrit, nel cuore delle Landes della Guascogna. Per accrescere il loro patrimonio, essi facevano convogliare le carovane che attraversavano questa parte della Guascogna, il che offrì loro i mezzi per mettere insieme un esercito di fuori legge grazie al quale stesero il loro dominio verso l'Oceano Atlantico e la Garonna, che raggiungono verso la metà del XIII secolo.
Fedeli alla causa inglese fin che ne ottennero vantaggi, essi si riavvicinarono infine al re di Francia Carlo VI, che conferì ad uno di essi, Carlo I d'Albret la dignità di connestabile di Francia, la prima del regno, nel 1402.
La Casa d'Albret proseguì la sua continua ascesa, colmata prima dei favori di Carlo VI, poi di quelli di Carlo VII. Essi presero possesso della contea di Foix e finirono con il salire al trono di Navarra grazie alle nozze di Giovanni d'Albret con Caterina di Navarra.

#### Re di Navarra provenienti dalla Casa d'Albret
- Giovanni III
- Enrico II
- Giovanna III

#### Re di Navarra provenienti dalla Casa d'Albret in linea femminile
- Enrico III

### L'accesso al trono di Francia
Giovanni III e Caterina di Navarra morirono prematuramente ed il loro figlio, Enrico, fu elevato alla dignità di duca e pari di Francia nel 1550.
Allevato alla corte di Francia, egli divenne amico d'infanzia di Francesco I la cui sorella, Margherita d'Angoulême se ne innamorò e lo sposò. La loro figlia, Giovanna d'Albret sposò Antonio di Borbone, discendente diretto di Luigi IX attraverso il figlio cadetto di questi, Roberto di Clermont. Da questo matrimonio nacque Enrico, futuro re di Navarra come Enrico III. Questi sposò Margherita di Valois, cosicché Enrico divenne cognato di Carlo IX di Francia e di Enrico III di Francia, fratelli della moglie. Costoro morirono senza eredi ed Enrico, grazie alla sua discendenza diretta da Luigi IX, divenne re di Francia con il nome di Enrico IV.

## Genealogia della Casa d'Albret

Amanieu I, signore d'Albret (1050-1080)
capostipite
Bernardo, signore d'Albret (-1097)
figlio del precedente
Amanieu II, signore d'Albret (-1119)
figlio del precedente
Amanieu III, signore d'Albret (-1141)
sposa Pérégrine
figlio del precedente
Bernard-Ezy III, signore d'Albret (-1164)
sposa N de Béarn 
figlio del precedente

Amanieu IV, signore d'Albret (1162-1209) 
sposa Adelmodis d'Angoulême
figlio del precedente
Amanieu V, signore d'Albret (-1270) 
sposa Assalide di Tartas 
figlio del precedente
Amanieu VI, signore d'Albret (-? - ?)
sposa Vianne de Gontaut-Biron dalla quale si separa nel 1268
fratello del precedente
Bernard-Ezy IV, signore d'Albret (-1280) 
sposa Jeanne de Lusignan 
figlio del precedente
Amanieu VII, signore d'Albret (-1326) 
sposa Rose, signora di Verteuil 
fratello del precedente
Bernard-Ezy V, signore d'Albret (-1358) 
sposa Mathé d'Armagnac 
figlio del precedente
Arnaud-Amanieu, signore d'Albret (1338-1401) 
sposa Margherita di Borbone (1344-1416) 
figlio del precedente
Carlo I, signore d'Albret (1401-1415) 
sposa Maria di Sully, vedova di Guy VI de La Trémoïlle 
figlio del precedente
Carlo II, signore d'Albret (1415-1471) 
sposa Anne d'Armagnac 
figlio del precedente
Giovanni I, signore d'Albret (1430-1468) 
sposa Caterina di Rohan 
figlio del precedente
Alain, signore d'Albret (1440-1522) 
sposa Françoise de Châtillon 
figlio del precedente
Giovanni III di Navarra, signore d'Albret (1469-1516) 
sposa Caterina I di Navarra, contessa di Foix, viscontessa di Béarn, regina di Navarra
figlio del precedente
Enrico, conte di Foix, visconte di Béarn, re Enrico II di Navarra (1516-1555) 
sposa Margherita di Francia
figlio del precedente
Giovanna, signora d'Albret, contessa di Foix, viscontessa di Béarn, regina Giovanna III di Navarra 
sposa Antonio di Borbone (1555-1572) 
figlia del precedente
Enrico, signore d'Albret, conte di Foix, visconte di Béarn, re Enrico III di Navarra (1572-1610), re di Francia con il nome di Enrico IV
sposa Maria de' Medici
figlio della precedente